# Cyrtochilum ionodon
Cyrtochilum ionodon es una especie de orquídea.  Las especies de Cyrtochilum han sido segregadas del género Oncidium debido a sus largos rizomas con espaciados pseudobulbo con 3 o 4 pares de largas hoja alrededor de la base, con una inflorescencia con muchas flores de gran tamaño.

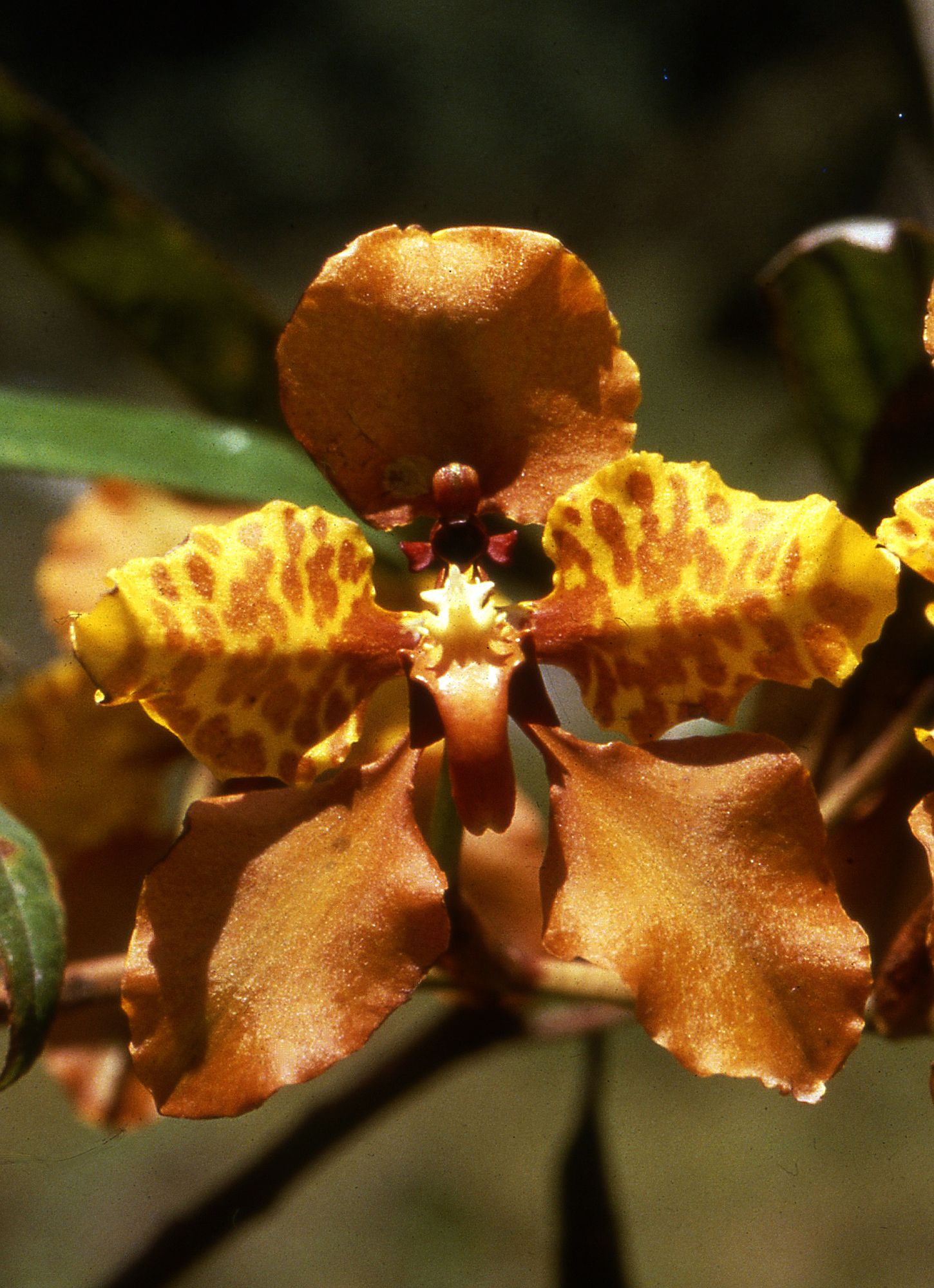
Flor

## Descripción
Son orquídeas de medio tamaño con hábitos de epifita,  con pseudobulbos con forma ovoide,  ligeramente comprimidos y envueltos basalmente por varias vainas foliáceas que son más cortas o igual a las 2 hojas  apicales, lineales, acuminadas, erectas, arqueadas. Florece en el verano en una enorme inflorescencia, paniculada,  de 2,3 m  de largo inflorescencia que surge en un pseudobulbo madurado completamente con muchas ramas y con 4 a 8 flores vistosas en cada rama.

## Distribución
Se encuentra en Perú en los bosques nublados húmedos en elevaciones alrededor de 2.800 metros.  

## Taxonomía
Cyrtochilum ionodon fue descrito por (Rchb.f.) Dalström y publicado en Lindleyana 17(2): 92. 2002.
Etimología
Cyrtochilum: nombre genérico que deriva del griego y que se refiere al labelo curvado que es tan rígido que es casi imposible de enderezar.
ionodon: epíteto latíno que significa "con dientes azul-violeta".
Sinonimia
- Oncidium ionodon Rchb.f.	[3][4]